# Снег (шхуна)
«Снег» — парусная шхуна Балтийского флота Российской империи, находившаяся в составе флота с 1829 года и использовавшаяся по большей части в качестве гидрографического и брандвахтенного судна.

## Описание судна
Парусная шхуна с деревянным корпусом, длина шхуны между перпендикулярами составляла 24,4 метра, ширина без обшивки — 6,7 метра, а осадка — 2,7 метра. Вооружение судна состояло из 14-ти орудий.

## История службы
Шхуна «Снег» была заложена на стапеле Свеаборгской верфи 8 (20) декабря 1828 года и после спуска на воду 30 июня (12 июля) 1829 года вошла в состав Балтийского флота России. Строительство вёл кораблестроитель подпоручик Ф. А. Берсенев. В том же году шхуна перешла из Свеаборга в Кронштадт, откуда выходила в крейсерства в Финский залив и Балтийское море.
В кампанию 1830 года совершала плавания между Кронштадтом и Выборгом, а также выходила в практические и крейсерские плавания в Финский залив. В следующем 1831 году помимо практических плаваний совершила плавание от Кронштадта до Мемеля и обратно. В 1832 году совершала крейсерские и практические плавания в Балтийском море и Финском заливе.
C 1833 по 1843 год, находясь в составе отряда капитан-лейтенанта М. Ф. Рейнеке, каждое лето принимала участие в гидрографических работах в Финском заливе. В том числе в кампании c 1833 по 1836 год принимала участие в описи и промерах финляндских шхер. В 1839 году также находилась на работах по описи в шхерах. В кампанию 1840 года выполняла работы у Аландских островов. В кампанию 1841 года вновь принимала участие в описи и промерах финляндских шхер. Кампанию 1842, 1843 и 1844 года шхуна также провела в работах по описи и промерам берегов и шхер Финского залива.
Зимой 1844 года судно подверглось капитальному ремонту в Кронштадте, а 1845 году несло брандвахтенную службу в Свеаборге.
C 1846 по 1849 год вновь принимала участие в гидрографических работах в Финском заливе в составе отряда М. Ф. Рейнеке. В том числе в кампании 1846 и 1847 годов использовалась для описи и промеров вдоль северного берега Финского залива. В кампанию 1848 года шхуна совершила плавание от Ревеля до Либавы, после чего вновь ушла к северному берегу Финского залива для проведения гидрографических работ, также в этом году совершала плавания в Рижском и Ботническом заливах. В кампанию 1847 года также ходила по портам Финского залива, а в 1849 году выходила в плавания в Финский и Рижский заливы.
В кампанию 1852 года занимала брандвахтенный пост в Риге. Сведений о последних годах службы шхуны не сохранилось.

## Командиры шхуны
Командирами парусной шхуны «Снег» в составе Российского императорского флота в разное время служили:
- А. А. Озеров (1829 год);
- А. И. Сальков (до июля 1830 года);
- Я. Я. Дмитриев (с июля 1830 года по 1836 год);
- капитан-лейтенант М. Ф. Рейнеке (1833 год)[29];
- B. C. Нелидов (1837–1838 годы);
- лейтенант К. К. Сиденснер (1839–1841 годы)[30];
- лейтенант, а с 6 (18) декабря 1842 года капитан-лейтенант С. П. Крашенинников (1842–1843 годы)[31];
- лейтенант В. А. фон Моллер (1844 год)[32];
- капитан-лейтенант  П. А. Родионов  (1845–1849 годы)[33];
- капитан-лейтенант Ф. Н. Руднев (1852 год)[34].